# Jałowiecka Kopa
Jałowiecka Kopa (słow. Jalovská kopa) – szczyt o wysokości 1938 m n.p.m. w słowackich Tatrach Zachodnich. Znajduje się w bocznej grani Rosochy, która odbiega na południe od Banówki i poprzez Jałowiecką Przełęcz dochodzi do Rosochy. Jałowiecka Kopa znajduje się w tej grani pomiędzy Rosochą (1947 m), oddzielona od niej płytką Pasterską Przełęczą (ok. 1885 m), a Pośrednim Przysłopem (ok. 1940 m), który oddzielony jest głębszą Jałowiecką Przełęczą (1858 m). Południowo-wschodnie, górą trawiaste stoki Jałowieckiej Kopy opadają do Doliny Żarskiej, natomiast północno-zachodnie, górą skaliste – do doliny Parzychwost, stanowiącej odnogę Doliny Jałowieckiej. W zachodnich stokach znajduje się grzęda zwana Kozimi Grzbietami. Sam wierzchołek i grań Jałowieckiej Kopy są trawiaste, od południowo-zachodniej strony nieco kamieniste.
Wierzchołek Jałowieckiej Kopy jest niedostępny turystycznie, natomiast górną częścią jej stoków od strony Doliny Żarskiej prowadzi szlak turystyczny.

## Szlaki turystyczne
– zielony: Schronisko Żarskie – Jałowiecka Przełęcz – Jałowiecki Przysłop – Banówka. Czas przejścia: 2:30 h, ↓ 1:45 h